# Need for Speed
Cet article concerne la série de jeux vidéo. Pour le premier épisode de cette même série, voir The Need for Speed. Pour l'épisode sorti en 2015, voir Need for Speed (jeu vidéo, 2015).
Pour les articles homonymes, voir Need for Speed (film).
Need For Speed (couramment appelé NFS, le premier épisode est intitulé The Need for Speed) est une série de jeux vidéo de courses de voitures éditée par Electronic Arts et apparue en 1994. Le premier épisode sort sur les consoles 3DO puis PlayStation et Saturn.
Afin d'assurer un rythme de sortie annuel à la licence tout en laissant un temps de développement convenable, celui-ci est assuré par plusieurs studios appartenant à Electronic Arts qui alternent les sorties (EA Black Box, EA Canada, Criterion Games). La licence est reconnue pour être arcade, proposant une expérience de conduite extrême. Les courses se passent le plus souvent en ville, au milieu d'un trafic (quasi inexistant comme pendant les courses de l'opus Carbon), soit de jour, soit de nuit suivant les opus et certains incluent la présence de la police.

## Présentation
Le premier épisode, The Need For Speed, sort le 31 août 1994 sur 3DO, en 1995 sur PC et en 1996 sur Sega Saturn et PlayStation. Le nombre d'épisodes s’élève a 26 :
- consoles de salon : 3DO, Saturn, PlayStation (1, 2, 3 et 4), Xbox, Xbox 360, Xbox One, Nintendo GameCube, Wii et Wii U ;
- consoles portables : Game Boy Advance, PlayStation Portable, Nintendo DS, Nintendo 3DS et PlayStation Vita ;
- ordinateurs : Windows et Mac ;
- téléphones mobiles, smartphones et tablettes : Android, iOS et Java.

## Liste des jeux
| Titre                                  | Année | PC | Sony            | Microsoft           | Nintendo              | Mobile et autres        | Développeur                                                     |
| -------------------------------------- | ----- | -- | --------------- | ------------------- | --------------------- | ----------------------- | --------------------------------------------------------------- |
| The Need for Speed                     | 1994  |    | PS1             |                     |                       | 3DO, Saturn             | Pioneer Studios EA Canada                                       |
| Need for Speed II                      | 1997  |    | PS1             |                     |                       |                         | EA Canada EA Seattle                                            |
| NFS III: Poursuite infernale           | 1998  |    | PS1             |                     |                       |                         | EA Canada EA Seattle                                            |
| NFS : Conduite en état de liberté      | 1999  |    | PS1             |                     |                       | Pocket PC               | EA Canada EA Seattle                                            |
| Need for Speed: Porsche 2000           | 2000  |    | PS1             |                     | GBA                   |                         | Eden Games EA Canada Pocketeers                                 |
| NFS : Poursuite infernale 2            | 2002  |    | PS2             | Xbox                | GCN                   |                         | EA Black Box EA Seattle                                         |
| NFS: Underground                       | 2003  |    | PS2             | Xbox                | GBA / GCN             |                         | EA Black Box                                                    |
| NFS: Underground 2                     | 2004  |    | PS2 / PSP       | Xbox                | GBA / GCN / NDS       |                         | EA Canada                                                       |
| NFS: Most Wanted                       | 2005  |    | PS2 / PSP       | Xbox / Xbox 360     | GBA / GCN / NDS       | mobile                  | EA Black Box                                                    |
| NFS: Carbon                            | 2006  |    | PS2 / PS3 / PSP | Xbox /Xbox 360      | GBA / GCN / Wii / NDS | Zeebo                   | EA Canada EA Black Box                                          |
| NFS: ProStreet                         | 2007  |    | PS2 / PS3 / PSP | Xbox 360            | Wii / NDS             |                         | EA Black Box                                                    |
| NFS: Undercover                        | 2008  |    | PS2 / PS3 / PSP | Xbox 360            | Wii / NDS             | iOS / Windows           | EA Vancouver Exient Entertainment Firebrand Games Piranha Games |
| NFS: Shift                             | 2009  |    | PS3 / PSP       | Xbox 360            |                       | iOS / Windows           | Slightly Mad Studios EA Bright Light                            |
| NFS: Nitro                             | 2009  |    |                 |                     | Wii / NDS             |                         | Firebrand Games EA Montreal                                     |
| NFS World                              | 2010  |    |                 |                     |                       |                         | EA Singapore                                                    |
| NFS: Hot Pursuit                       | 2010  |    | PS3             | Xbox 360            | Wii                   | iOS / Windows / Android | Criterion Games                                                 |
| Shift 2: Unleashed                     | 2011  |    | PS3             | Xbox 360            |                       | iOS                     | Slightly Mad Studios                                            |
| NFS: The Run                           | 2011  |    | PS3             | Xbox 360            | Wii / 3DS             |                         | EA Black Box                                                    |
| NFS: Most Wanted                       | 2012  |    | PS3 / PSVita    | Xbox 360            | WiiU                  | iOS / Android           | Criterion Games                                                 |
| NFS: Rivals                            | 2013  |    | PS3 / PS4       | Xbox 360 / Xbox One |                       |                         | Ghost Games Criterion Games                                     |
| Need For Speed                         | 2015  |    | PS4             | Xbox One            |                       |                         | Ghost Games                                                     |
| Need for Speed: Payback                | 2017  |    | PS4             | Xbox One            |                       |                         | Ghost Games                                                     |
| Need for Speed Heat                    | 2019  |    | PS4             | Xbox One            |                       |                         | Ghost Games                                                     |
| Need for Speed: Hot Pursuit Remastered | 2020  |    | PS4             | Xbox One            | Switch                |                         | Criterion Games                                                 |
| Need for Speed Unbound                 | 2022  |    | PS5             | Xbox Series         |                       |                         | Criterion Games                                                 |

### The Need for Speed(1994)
| The Need For Speed |      |                                      |
| Média              | Pays | Notes                                |
| GameRankings       |      | (SAT) 95.00% (PC) 83.00% (PS) 68.50% |

The Need for Speed est le premier de la série sorti pour 3DO le 31 août 1994. Les versions pour Windows (1995) puis Sega Saturn et PlayStation ont suivi en 1996.

### Need For SpeedII(1997)
Need For Speed II est sorti sur Windows et PS1.

### Need For SpeedIII: Hot Pursuit(1998)
Need For Speed III : Poursuite infernale est le premier NFS où l'on peut incarner la police. (Windows, PS1)

### Need for Speed: Conduite en état de liberté(1999)
Dans Need for Speed : Conduite en état de liberté le joueur peut choisir d'être tour à tour un pilote de course (courses illégales) ou un agent de police devant intercepter un maximum de ces fous du volant (comme dans NFS III Poursuite infernale). C'est le premier opus à intégrer la gestion des dégâts sur la voiture et le tuning (optimisation simple des voitures). (Windows, PS1)

### Need for Speed: Porsche 2000(2000)
Need for Speed: Porsche 2000 (Windows, PS1, GBA) est un volet contenant exclusivement des voitures de la marque Porsche.

### Need for Speed: Poursuite infernale 2(2002)
Need for Speed : Poursuite infernale 2 (Windows, PS2, Xbox, GameCube), retour de la police, nouvelles tactiques (hélicoptère qui jette de l'essence enflammée).

### Need for Speed: Underground(2003)
Dans Need for Speed: Underground (NFSU), le joueur évolue dans un décor citadin en recherche de courses de rue lui permettant de gagner de l'argent pour personnaliser sa voiture (pièces mécaniques, du nitro, ainsi que des pièces tuning pour la personnalisation de l'aspect du véhicule). Cette version du jeu qui sera un succès en matière de ventes (plus de 10 millions d'exemplaires vendus contre 2 millions pour Poursuite infernale 2) servira plus ou moins de modèle par la suite. (GameCube, PS2, Xbox, PC, GBA) et Underground Rivals pour les consoles portables (PSP, DS).

### Need For Speed: Underground Rivals(2005)
Need For Speed : Underground Rivals est la version sur console portable de Need For Speed Underground (PSP, DS, GBA).

### Need for Speed: Underground 2(2004)
Need for Speed: Underground 2 (NFSU2) (Windows, PS2, Xbox, GC, DS, GBA) propose la « libre exploration de la carte », notamment pour se rendre aux épreuves et dans des ateliers tuning.

### Need For Speed: Most Wanted(2005)
Need For Speed: Most Wanted offre un jeu différent de Underground. Cet opus voit le retour des courses de jour ainsi que de la police qui y joue un rôle essentiel. Le tuning est toujours présent, mais moins poussé que dans les deux opus précédents. L'histoire se passe dans la ville de Rockport City où le héros est mis au défi par la Liste Noire pour récupérer sa voiture perdue lors d'une course. Un mode online est disponible (sauf sur les consoles Nintendo et la PS2). La version PSP est la seule où le joueur peut y incarner la police et c'est le premier opus de la licence à être édité sur une console de septième génération. (Windows, PS3, Xbox, GC, Xbox 360, DS, GBA)

### Need for Speed: Carbon(2006)
Need for Speed: Carbon est sorti en novembre 2006. La série revient sur le tuning de rue nocturne et la police reste présente, mais moins importante que dans l'opus précédent. On note également le retour des courses drift et l'arrivée du mode canyon, des coéquipiers, ainsi que le mode en ligne pour les consoles de dernière génération seulement. L'histoire se passe dans la ville de Palmont City et se base sur le même héros que dans Most Wanted qui devra cette fois-ci conquérir les différents territoires de la ville. Ce jeu, une première, est disponible sur 11 supports différents.

#### Need For Speed Carbon: Own The City(2006)
Need For Speed Carbon: Own The City est la version sur console portable de Need for Speed: Carbon (PSP, DS, GBA, téléphones portables).

### Need for Speed: ProStreet(2007)
Need for Speed: ProStreet est sorti en novembre 2007 sur la plupart des consoles et en février 2008 sur PSP. Ce jeu est un tournant dans la série, puisque la conduite s'oriente vers la simulation alors que la série était reconnue pour son côté arcade. C'est aussi le retour des courses de jour mais cette fois légales sur circuit ou route barrée et non plus en ville. Il est également le premier jeu à accueillir une voiture dans sa liste avant qu'elle ne soit sortie : la Nissan GT-R. Le jeu a cependant reçu de mauvaises critiques, notamment pour sa maniabilité entre l'arcade et la simulation, et une réalisation graphique à la traîne.

### Need for Speed: Undercover(2008)
Need for Speed: Undercover, sorti sur toutes les plateformes, marque le retour des courses de rue contrairement au précédent opus, avec la possibilité de neutraliser les véhicules de police et même de les emprunter suivant le scénario.

### Need for Speed: Shift(2009)
Need for Speed: Shift est un opus beaucoup plus axé simulation. Si les modifications des voitures restent présentes, il s'agit ici de courses professionnelles sur circuit. Il est disponible sur Windows, PS3, Xbox 360, PSP, Android et iOS.

### Need for Speed: Nitro(2009)
Need for Speed: Nitro est un opus réservé aux plateformes Nintendo (Wii et DS).

### Need for Speed World(2010)
Need for Speed World est un opus axé sur le multijoueur en ligne disponible uniquement sur Windows. Au départ, seuls étaient accessibles gratuitement les 10 premiers niveaux du jeu mais le 9 septembre 2010, le jeu est devenu complètement Free to play (ou presque, le SpeedBoost est une monnaie payante très présente). Le jeu a fermé le 14 juillet 2015.

### Need for Speed: Hot Pursuit(2010)
Need for Speed: Hot Pursuit repart dans des courses poursuites folles, où le joueur incarne un policier ou un délinquant. C'est le premier Need For Speed où l'on a le choix entre la poursuite ou la conduite libre (découverte de la map, avec une voiture de police ou de délinquant, sans poursuite). Les poursuites se déroulent sur route ou autoroute, avec des voitures d'exception. Plusieurs nouvelles catégories de courses sont disponibles. Pour les épreuves police : Interception (mettre hors d'état de nuire une voiture en un temps donné), Poursuite infernale (arrêter une course urbaine de 4 à 7 voitures avant la fin de leur course), Intervention rapide (rendez-vous le plus rapidement possible à un point donné en évitant tout contact avec la voiture (murs, barrières, rails de sécurité ou véhicules).

### Shift 2: Unleashed(2011)
Shift 2: Unleashed est sorti sur PC, PS3, Xbox 360.
Suite de Need for Speed: Shift, c'est de nouveau un Need For Speed axé sur la simulation et les courses sur circuit, proposant une vue cockpit.

### Need for Speed: The Run(2011)
Dans Need for Speed: The Run, le joueur est poursuivi par la mafia et participe à une course illégale de San Francisco à New York pour gagner 25 millions de dollars. Avec cet argent, il pourra s'arranger pour que la mafia ne le poursuive plus. (PC, Xbox 360, PS2, PS3, Wii, 3DS)

### Need For Speed: Most Wanted(2012)
Dans Need For Speed: Most Wanted, retour du monde ouvert (Fairhaven City) pour affronter les 10 pilotes Most Wanted et être le Most Wanted. Toutes les voitures sont gratuites et éparpillées dans la ville, il faut simplement les trouver pour pouvoir les conduire. Il est sorti sur PC, Xbox 360, PS3, Wii U, PS Vita.

### Need for Speed: Rivals(2013)
Need for Speed: Rivals est développé par Ghost Games en Suède. Il y a encore un monde ouvert, et on peut à nouveau incarner la police. On peut aussi améliorer et personnaliser les voitures côté pilote. Il est sorti sur PC, Xbox 360, PS3, Xbox One, PS4.

### Need for Speed No Limits, (2015)
Need for Speed: No Limits, développé par Firemonkeys Studios, sort en 2015 sur iOS et Android. Le joueur incarne un pilote qui doit s'imposer par une multitude de courses. Le jeu exploite bien le système Android/iOS et voit une forte influence du tuning. Des événements spéciaux sont organisés pour permettre l'accès à des voitures inédites comme la Shelby GT500.

### Need for Speed(2016)
Le 21 mai 2015, Electronic Arts et Ghost Games ont officiellement publié un trailer de Need for Speed. Le reboot de la licence est sorti le 3 novembre 2015 sur PlayStation 4 et Xbox One, et le 17 mars 2016 sur Microsoft Windows.
Dans cet opus, le gameplay est uniquement de nuit avec des carrosseries extrêmement reluisantes et un jeu de particules avec la pluie qui permet de beaucoup jouer sur la lumière. Également, des modifications ont été apportées en matière de sensations avec l'effet de puissance du boost. Les voitures possèdent un grand nombre de points d'impact, augmentant le réalisme des collisions.
La customisation de la voiture a été revisitée avec l'ajout de nouvelles personnalisations de l'ensemble de la voiture. La conduite est plutôt typée arcade avec possibilité de réglages pour une tendance plus "driftée" ou plus "grippée". Il est possible de lancer une course allant jusqu'à 8 joueurs en traversant certaines zones de jeu et en appuyant sur le bouton correspondant.
Le joueur est jugé avec des points de réputation qui sont calculés en fonction de la vitesse, de la capacité à drifter, à percuter des objets ou voitures, à éviter des chocs, etc.

### Need for Speed: Payback(2017)
Le 2 juin 2017, Electronic Arts et Ghost Games ont publié un trailer de Need for Speed Payback. Il est sorti le 10 novembre 2017 sur PlayStation 4, Xbox One et PC.
Dans cet opus, le gameplay est en cycle jour-nuit avec des carrosseries extrêmement reluisantes. Également, des modifications ont été apportées en matière de sensations avec l'effet de puissance du boost. Les voitures possèdent un grand nombre de points d'impact, augmentant le réalisme des collisions.
La customisation de la voiture a été revue avec l'ajout de nouvelles personnalisations de l'ensemble de la voiture. La conduite est plutôt orientée « arcade » avec possibilité de réglages pour une tendance plus « driftée » ou plus « grippée » grâce à un nouvel outil. Le réglage à la volée permet de changer le contrôle de la voiture à tout moment. Il est possible de lancer une course jusqu'à 8 joueurs en traversant certaines zones de jeu.
Le joueur est au contrôle de trois personnages qui sont : Tyler le pilote de course, Sean Macalister (alias Mac) le pilote tout terrain et drifeur, et Jessica Miler (alias Jess), qui s'occupe des poursuites de police.
Le joueur doit varier entre ces trois personnages pour démanteler le Clan qui a le contrôle sur la ville, qui truque les courses et soudoie les policiers.

### Need for Speed: Edge(2017)
Need for Speed: Edge est un jeu développé par le studio coréen EA Spearhead et destiné à présenter la franchise Need for Speed sous un modèle free-to-play en Asie. Le jeu est développé sur le moteur Frostbite 3 et s'inspire d'éléments vus dans Need for Speed Rivals et Need for Speed World.

### Need for Speed Heat(2019)
Need for Speed Heat a été dévoilé par Electronic Arts via une bande-annonce le 14 août 2019 et a été montré lors de la Gamescom 2019 à Cologne. Le jeu est sorti le 8 novembre 2019 sur Windows, Xbox One et Playstation 4.

### Need For Speed Unbound (2022)
Need for Speed Unbound, dévoilé le 6 octobre 2022 par Electronic Arts, est sorti le 2 décembre 2022 sur PS5, Xbox Series X/S et PC.

## Ventes
La licence est soutenue par d'excellentes ventes, ce malgré le rythme de sortie assez élevé. Les versions PlayStation 2 des deux épisodes Underground sont d'ailleurs, respectivement les secondes et troisièmes meilleures ventes de son éditeur EA avec 6,49 et 6,38 millions d'exemplaires vendus, derrière Les Sims (16,08 millions)[réf. nécessaire].
La licence s'est ainsi écoulée depuis ses débuts à près de 50 millions d'exemplaires à travers le monde. Ce qui en fait la quatrième licence de EA toujours derrière FIFA (325 millions), Madden NFL (95 millions) et Les Sims (60 millions).
Alors que la licence stagnait autour du million d'exemplaires, la sortie de Underground a révolutionné la série, notamment en matière de ventes et de popularité puisque tous les opus sortis depuis atteignent tous quasiment les 10 millions d'exemplaires vendus (tout supports cumulés)[réf. nécessaire].
La série Need for Speed compte en octobre 2009, tous supports confondus, plus de 100 millions de jeux vendus.

## Adaptation cinématographique
Après qu'EA se soit associé avec DreamWorks, Need For Speed est confirmé au cinéma. Il est réalisé par Scott Waugh (Act of Valor) et écrit par John et Georges Gatins (Real Steel). Le film est tourné début 2013 avec Aaron Paul, Imogen Poots et Dominic Cooper et sort le 16 avril 2014. L'histoire s'inspire de Need For Speed: The Run.